# Boloria conjuncta
Boloria conjuncta är en fjärilsart som beskrevs av Curt Eisner 1942. Boloria conjuncta ingår i släktet Boloria och familjen praktfjärilar. Inga underarter finns listade i Catalogue of Life.